# 金格角 (葛拉漢地)
63°9′S 55°27′W / 63.150°S 55.450°W
金格角（英語：King Point），是南極洲的海岬，位於葛拉漢地，處於茹安維爾群島的茹安維爾島北岸，在1842年12月30日由詹姆斯·克拉克·羅斯命名，現時由南極條約體系管理。